# Межконтинентальная баллистическая ракета
Межконтинента́льная баллисти́ческая раке́та (МБР) — баллистическая ракета класса «земля — земля» с дальностью полёта, согласно ст. 2 договора ОСВ-2, не менее 5 500 км (то есть с возможностью поражения целей на других континентах).
Ракеты этого класса, как правило, оснащаются ядерными боевыми частями и предназначены для поражения стратегически важных объектов противника, расположенных на больших расстояниях.

## Распространение
Первая в мире межконтинентальная баллистическая ракета Р-7 была успешно испытана в СССР 21 августа 1957 года, принята на вооружение в 1960 году.
Американская МБР SM-65 Atlas была успешно испытана в 1958 году, принята на вооружение в 1959 году.
В настоящее время межконтинентальные баллистические ракеты имеются на вооружении (см. ядерная триада) России, США, Великобритании, Франции, Китая и КНДР. Израиль же в вопросе наличия у него ракет межконтинентальной дальности придерживается той же политики, что и в вопросе обладания ядерным оружием — не подтверждает и не отрицает наличия таких ракет.
Ведут разработку своих МБР Индия, КНДР и Пакистан, причём:
- Индия в апреле 2012 года успешно провела первое лётное испытание МБР типа Агни-V, её полномасштабное производство и принятие на вооружение были запланированы на 2014 год[2], а возможности небоевых индийских космических ракет-носителей (например, GSLV) давно превышают требуемые для МБР массо-энергетические характеристики;
- Северокорейская МБР Тэпходон-2[англ.], начало работ над которой относят к 1987 году[3], считается рядом источников испытанной под видом космических ракет-носителей серии «Ынха».

Иран, по мнению некоторых обозревателей[каких?], при помощи программы освоения космоса разработает технологии, позволяющие создать собственную МБР. В частности, иранская космическая ракета-носитель Сафир-2 при запуске по суборбитальной траектории может доставить боезаряд на расстояние 4000-4500 км.
ЮАР в 1980-х годах разрабатывала МБР RSA-3 (при содействии Израиля), но отказалась от принятия её на вооружение после краха режима апартеида.

## История

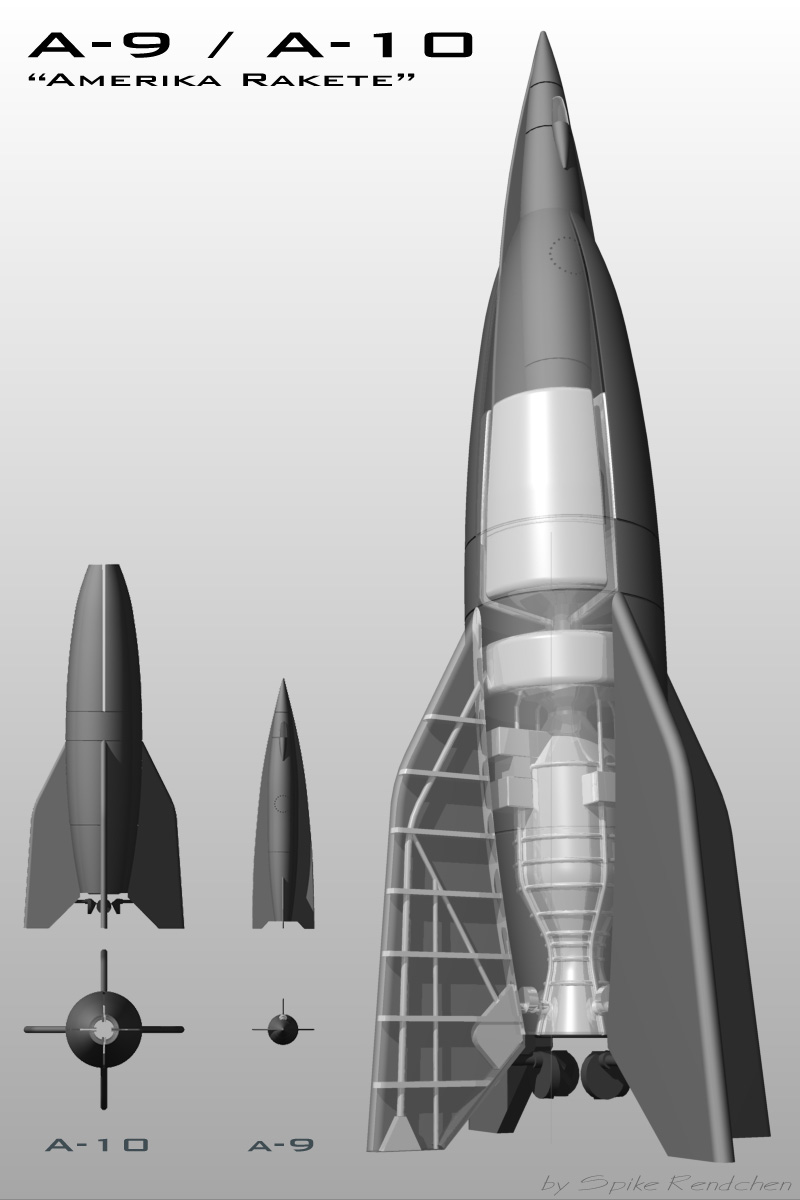
МБР А-9/А-10

Впервые работы по созданию межконтинентальных баллистических ракет начались в Германии. Летом 1942 года под руководством Вернера фон Брауна стартовал проект «Америка» по созданию ракеты A9/A10. Это была двухступенчатая ракета на жидком топливе весом в 100 т с заявленной дальностью около 5000 км. Хотя по современной классификации A9/A10 формально относится к ракетам средней дальности, она создавалась как межконтинентальное оружие, способное нанести удар по восточному побережью США. Технически, A9/A10, тем не менее, не относилась к баллистическим ракетам, так как включала верхнюю крылатую ступень, де-факто представляющую собой сверхзвуковую крылатую ракету.
Наведение ракеты в начале и середине полёта осуществлялось при помощи радиомаяков, заранее установленных на цель и активируемых в определённый момент, на завершающей части — пилотом, который фактически совершал суборбитальный космический полёт и незадолго до цели должен был покинуть небольшую кабину на парашюте и приводниться в Атлантическом океане.
По некоторым источникам, испытания в рамках проекта проводились как минимум дважды — 8 и 24 января 1945 года, однако до боевого применения дело не дошло. По другим источникам, работы по программе не продвинулись далее эскизов (что более вероятно). Из-за недооценки немцами сложности планирующего полёта на сверхзвуковых скоростях (что было ключевым элементом проекта), вероятно, система A9/A10 никогда бы не смогла функционировать.
После поражения Германии США и СССР вывезли к себе большое количество специалистов, документации и материальной базы по ракетным разработкам.

#### Межконтинентальные баллистические ракеты на жидком топливе
В США работы по созданию дальнобойных (впоследствии — межконтинентальных) баллистических ракет велись с 1946 года в рамках программы Convair RTV-A-2 Hiroc. В 1948 году было осуществлено несколько запусков небольшого прототипа перспективной МБР, но ввиду слабого внимания ВВС США к баллистическим ракетам программа была закрыта. В дальнейшем эта программа послужила основой для создания первой американской МБР SM-65 Atlas.
Ракета с индексом SM-65D после продолжительной серии испытаний трёх прототипов была запущена 14 апреля 1959 года, а на вооружение была принята уже в сентябре. Эта ракета, а также американский «Титан», принятый на вооружение в 1961 году, изначально размещались на незащищённых пусковых комплексах, но впоследствии стали развёртываться сначала в заглублённых железобетонных бункерах (SM-65E, с 1960 года), а затем в надёжно защищённых шахтах (SM-65F, с 1961 года). Подготовка ракет к запуску занимала от 15 минут до получаса.
В Советском Союзе научные изыскания по поводу возможности создания МБР начались в 1950 году, в 1953 году был готов эскизный проект такой ракеты. В 1954 году непосредственное создание ракеты с индексом Р-7 было поручено ОКБ-1 под руководством Сергея Королёва. Двухступенчатая «Семёрка» была способна доставить один 3-мегатонный ядерный заряд на расстояние 8 800 км. Её первое успешное испытание (после трёх неудач) состоялось 21 августа 1957 года. C 1954 года основные работы по созданию межконтинентальных баллистических ракет в СССР были переданы во вновь образованное ОКБ-586 под руководством М. К. Янгеля. В 1959 году в СССР была принята на вооружение ракета Р-12, ставшая основой созданного отдельного рода войск — РВСН, а в 1962 году — ракета Р-16, модификация которой стала первой советской ракетой, базирующейся в шахтной пусковой установке и первой в мире ракетой, стартующей из шахты (американские SM-65 Atlas только хранились в шахтах, перед запуском поднимаясь на поверхность лифтом).

#### Межконтинентальные баллистические ракеты на твёрдом топливе
В том же 1962 году в ВВС США поступила на вооружение первая МБР на твёрдом топливе — LGM-30A «Минитмен».
Преимущества твердотопливных МБР — простота и безопасность обслуживания и хранения, постоянная готовность к запуску — были таковы, что в 1960-х США развернули более 800 МБР LGM-30A, полностью заменив ими старые жидкотопливные ракеты «Атлас» и «Титан-I». В дальнейшем США не предпринимали более попыток разработки жидкотопливных ракет.
В СССР для получения опыта в области твердотопливных ракет дальнего действия в 1959 году были начаты работы по трёхступенчатой твердотопливной ракете РТ-1 (8К95) на баллиститном порохе (из-за отсутствия технологий по смесевым топливам), однако из стадии испытаний данный проект не вышел (аварийность пусков была высокой), хотя и позволил отработать ряд технологий, так, модификация РТ-1-63 использовалась для отработки верхних ступеней первой советской твердотопливной МБР РТ-2 (8К98), работы по которой были начаты одновременно с РТ-1, в рамках одного комплексного постановления. РТ-2 была принята на вооружение только в 1968 году.

#### Ракеты с разделяющимися боеголовками
Важным этапом в развитии ракетной техники было создание систем с разделяющимися головными частями. Первые варианты реализации не имели индивидуального наведения боевых блоков (выгода от использования нескольких небольших зарядов вместо одного мощного заключается в большей эффективности при воздействии по площадным целям, а также затруднении действия возможной противоракетной обороны противника). В 1970 году Советским Союзом были развёрнуты ракеты Р-36 с тремя боевыми блоками по 2,3 Мт.
В том же году США поставили на боевое дежурство первые комплексы Minuteman III, которые обладали совершенно новым качеством — возможностью разведения боеголовок по индивидуальным траекториям для поражения нескольких целей. Для этой цели ракета оснащалась блоком разведения: дополнительной ступенью с маневровыми двигателями, которая одну за другой выводила боеголовки на курс.
В СССР были приняты на вооружение первые мобильные МБР: Темп-2С на колёсном шасси (1976 год) и РТ-23 УТТХ железнодорожного базирования (1989 год). В США также велись работы по аналогичным комплексам, но ни один из них не был принят на вооружение.
Особым направлением в развитии межконтинентальных баллистических ракет являлись работы по «тяжёлым» ракетам. В СССР такими ракетами стали Р-36, и её дальнейшее развитие Р-36М, принятые на вооружение в 1967 и 1975 годах, а в США в 1963 году на вооружение встала МБР «Титан-2». В 1976 году КБ «Южное» приступило к разработке новой МБР РТ-23, тогда как в США с 1972 года велись работы по ракете MX; они были приняты на вооружение в 1989 (в варианте РТ-23 УТТХ) и 1986 годах, соответственно. Р-36М2, поступившая на вооружение в 1988 году, является самой мощной и самой тяжёлой в истории ракетного оружия: 211-тонная ракета при стрельбе на 16 000 км несёт на борту 10 боевых блоков мощностью 750 Кт каждый.

## Принцип действия
Баллистические ракеты, как правило, запускают по траектории, близкой к оптимальной, учитывая меняющиеся с высотой плотность воздуха и силу земного притяжения. Обычно ракеты стартуют вертикально для более быстрого выхода из плотных слоёв атмосферы, так как на преодоление сопротивления воздуха расходуется до 17—20 % тяги двигателя. Получив после прохода тропосферы некоторую поступательную скорость в вертикальном направлении, ракета с помощью специального программного механизма, аппаратуры и органов управления постепенно из вертикального начинает переходить в наклонное положение в сторону цели.
К концу работы двигателя продольная ось ракеты приобретает угол наклона (тангажа), отвечающий наибольшей дальности её полёта, приблизительно 45°, который уменьшается с увеличением скорости ракеты, например при скорости в 7 км/с и дальности полёта несколько более 9000 км угол наклона составляет 26°, а скорость становится равной строго установленному значению, обеспечивающему эту дальность.
При полёте по оптимальной траектории при межконтинентальной дальности ракета поднимается на высоту до тысячи и более километров и при этом видна на радиолокаторах на очень большом расстоянии. Поэтому в реальных боевых условиях могут применяться более энергозатратные настильные траектории, высота апогея которых понижена до десятков километров.
После прекращения работы двигателя весь дальнейший свой полёт ракета совершает по инерции, описывая в общем случае почти строго эллиптическую траекторию. На вершине траектории скорость полёта ракеты принимает наименьшее своё значение. Апогей траектории баллистических ракет обычно находится на высоте нескольких сотен километров от поверхности земли, где из-за малой плотности атмосферы практически полностью отсутствует сопротивление воздуха.
На нисходящем участке траектории скорость полёта ракеты за счёт потери высоты постепенно увеличивается. При дальнейшем снижении в плотные слои атмосферы ракета проходит с огромными скоростями. При этом происходит сильный разогрев обшивки баллистической ракеты, и если не будут приняты необходимые предохранительные меры, то может произойти её разрушение.

## Классификация

### Способ базирования
По способу базирования межконтинентальные баллистические ракеты делят на:
- запускаемые с наземных стационарных пусковых установок: Р-7, «Атлас»;
- запускаемые из шахтных пусковых установок (ШПУ): РС-18, PC-20, «Минитмен»;
- запускаемые с мобильных установок на базе колёсного шасси: «Тополь», «Миджитмен»;
- запускаемые с железнодорожных пусковых установок: РТ-23УТТХ;
- запускаемые со дна морей и океанов во всплывающих капсулах: «Скиф»;
- баллистические ракеты подводных лодок: «Булава», «Трайдент».

Первый способ базирования вышел из употребления ещё в начале 1960-х годов, как не отвечающий требованиям защищённости и скрытности.
Современные ШПУ обеспечивают высокую степень защиты от поражающих факторов ядерного взрыва и позволяют достаточно надёжно скрывать степень боеготовности стартового комплекса. Остальные три варианта являются мобильными, а значит более трудно обнаруживаемыми, однако накладывают существенные ограничения на размеры и массу ракет.

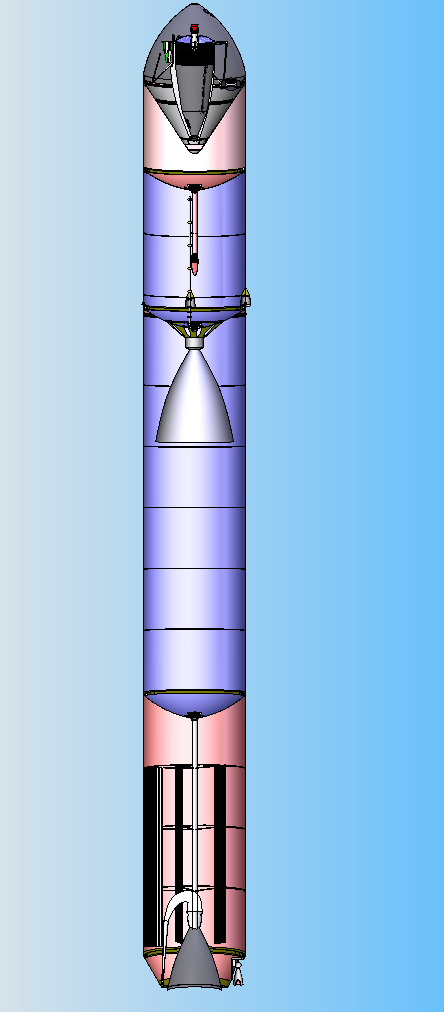
МБР компоновки КБ им. В. П. Макеева

Неоднократно предлагались и другие способы базирования МБР, призванные обеспечить скрытность развёртывания и защищённость стартовых комплексов, например:
- на специализированных самолётах и даже дирижаблях с запуском МБР в полёте;
- в сверхглубоких (сотни метров) шахтах в скальных породах, из которых транспортно-пусковые контейнеры (ТПК) с ракетами должны перед пуском подниматься к поверхности;
- на дне континентального шельфа во всплывающих капсулах;
- в сети подземных галерей, по которым непрерывно движутся мобильные пусковые установки, но ни один из подобных проектов не был доведён до практической реализации.

### Двигатели
Ранние варианты МБР использовали жидкостные ракетные двигатели и требовали длительной заправки компонентами ракетного топлива непосредственно перед запуском. Подготовка к запуску могла длиться несколько часов, а время поддержания боевой готовности было весьма незначительным. В случае применения криогенных компонентов (Р-7) оборудование стартового комплекса было весьма громоздким. Всё это значительно ограничивало стратегическую ценность таких ракет.
Современные МБР используют твердотопливные ракетные двигатели или жидкостные ракетные двигатели на высококипящих компонентах с ампулизированной заправкой. Такие ракеты поступают с завода в транспортно-пусковых контейнерах. Это позволяет им храниться в готовом к старту состоянии в течение всего срока службы. Жидкостные ракеты доставляют на стартовый комплекс в незаправленном состоянии. Заправка производится после установки ТПК с ракетой в ПУ, после чего ракета может находиться в боеготовом состоянии многие месяцы и годы. Подготовка к запуску занимает обычно не более нескольких минут и производятся дистанционно, с удалённого командного пункта, по кабельным или радиоканалам. Так же осуществляются периодические проверки систем ракеты и ПУ.
Современные МБР обычно имеют разнообразные средства преодоления ПРО противника. Они могут включать в себя маневрирующие боевые блоки, средства постановки радиолокационных помех, ложные цели и др.

## Показатели
Точность стрельбы МБР (круговое вероятное отклонение, КВО) является очень важной характеристикой, так как повышение точности в 2 раза позволяет использовать в 4 раза менее мощный боезаряд. Точность ограничивается точностью навигационной системы и имеющейся геофизической информацией. Многие правительственные программы, такие как GPS, ГЛОНАСС, спутники дистанционного зондирования Земли, используются в том числе для повышения точности навигационной информации. Самые точные баллистические ракеты имеют КВО менее 100 метров, даже при межконтинентальной дальности.
Максимальная дальность полёта МБР — 16 тыс. км, обеспечивая практически глобальную досягаемость для ракетного удара вне зависимости от расположения пусковой установки. Стартовая масса — 16—200 т, полезная нагрузка — до 10 тонн, апогей траектории — до 1000 км.
Спуск к цели происходит на скорости более 6 км/с. Полётное время МБР наземного базирования от России до США как и от США до России лежит в диапазоне 25—30 мин. Для ракет подводного базирования полётное время может быть значительно меньше, до 12 мин.
Орбитальные ракеты (Р-36орб) имеют неограниченную дальность, но они сняты с вооружения по договору ОСВ-2.

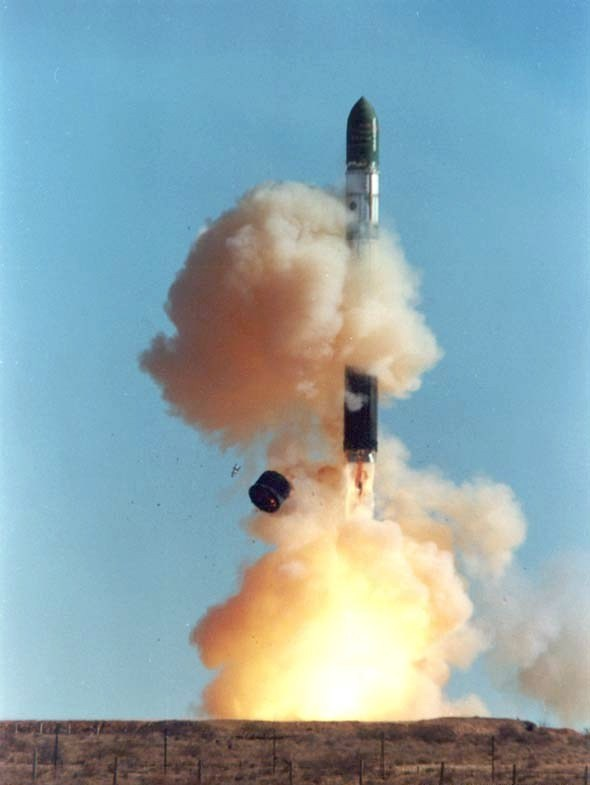
Запуск ракеты «Днепр»

## Мирное использование
В СССР и США отслужившие свой срок МБР использовались как ракеты-носители для вывода космических объектов на низкие круговые околоземные орбиты.
Например, при помощи американских МБР Атлас и Титан осуществлялись запуски космических кораблей Меркурий и Джемини.
А советские МБР PC-20, PC-18 и морская Р-29РМ послужили основой для создания ракет-носителей Днепр, Стрела, Рокот и Штиль.